# Galeodes krausi
Galeodes krausi är en spindeldjursart som beskrevs av Harvey 2002. Galeodes krausi ingår i släktet Galeodes och familjen Galeodidae. Inga underarter finns listade i Catalogue of Life.